# Liga Mistrzów AFC (2023/2024)/Grupa D
W Grupie D Ligi Mistrzów AFC 2023/2024 brały udział następujące zespoły:
- Al-Hilal
- FC Nassaji Mazandaran
- Mumbai City FC
- Navbahor Namangan

## Tabela
| Reprezentacja         | M | W | R | P | Br+ | Br- | +/- | Pkt. |
| --------------------- | - | - | - | - | --- | --- | --- | ---- |
| Al-Hilal              | 6 | 5 | 1 | 0 | 16  | 2   | +14 | 16   |
| Navbahor Namangan     | 6 | 4 | 1 | 1 | 11  | 6   | +5  | 13   |
| FC Nassaji Mazandaran | 6 | 2 | 0 | 4 | 7   | 10  | -3  | 6    |
| Mumbai City FC        | 6 | 0 | 0 | 6 | 1   | 17  | -16 | 0    |

## Wyniki
| 18 września 2023 16:00 CET | Mumbai City FC | 0:2(0:1)Raport | FC Nassaji Mazandaran · 34' Hosseini · 62' Azadi | Mumbai Football Arena, Bombaj Widzów: 1 529 Sędzia: Shaun Evans |
|                            |                |                |                                                  |                                                                 |

| 18 września 2023 16:00 CET | Al-Hilal · Al-Boleahi 90+10' | 1:1(0:0)Raport | Navbahor Namangan · 52' Tabatadze | Prince Faisal bin Fahd Stadium, Rijad Widzów: 26 713 Sędzia: Mohamed Abdulla Hassan Mohd |
|                            |                              |                |                                   |                                                                                          |

| 3 października 2023 16:00 CET | Navbahor Namangan · Iskanderov 52' · Yaxshiboyev 58' · Abdumannopov 88' | 3:0(0:0)Raport | Mumbai City FC | Stadion Centralny, Namangan Widzów: 8 230 Sędzia: Nazmi Nasaruddin |
|                               |                                                                         |                |                |                                                                    |

| 3 października 2023 18:00 CET | FC Nassaji Mazandaran | 0:3(0:1)Raport | Al-Hilal · 18' Mitrović · 58' Neymar · 90+3' Al-Shehri | Vatani Stadium, Gha’emszahr Widzów: 34 850 Sędzia: Ma Ning |
|                               |                       |                |                                                        |                                                            |

| 23 października 2023 18:00 CET | Navbahor Namangan · Urunov 74' · Abdi 90+7' (sam.) | 2:1(0:1)Raport | FC Nassaji Mazandaran · 44' Azadi | Stadion Centralny, Namangan Widzów: 8 263 Sędzia: Salman Ahmad Falahi |
|                                |                                                    |                |                                   |                                                                       |

| 23 października 2023 20:00 CET | Al-Hilal · Mitrović 5', 67', 80' · Milinković-Savić 75' · Al-Burayk 82' · Al-Malki 90+5' | 6:0(1:0)Raport | Mumbai City FC | Stadion Króla Fahda, Rijad Widzów: 10 046 Sędzia: Muhammad Taqi |
|                                |                                                                                          |                |                |                                                                 |

| 6 listopada 2023 15:00 CET | Mumbai City FC | 0:2(0:0)Raport | Al-Hilal · 62' Michael · 85' Mitrović | Mumbai Football Arena, Bombaj Widzów: 30 023 Sędzia: Adham Makhadmeh |
|                            |                |                |                                       |                                                                      |

| 6 listopada 2023 15:00 CET | FC Nassaji Mazandaran · Azadi 68' | 1:3(0:2)Raport | Navbahor Namangan · 7' Golban · 21', 46' Urunov | Vatani Stadium, Gha’emszahr Widzów: 2 700 Sędzia: Yūsuke Araki |
|                            |                                   |                |                                                 |                                                                |

| 28 listopada 2023 17:00 CET | Navbahor Namangan | 0:2(0:0)Raport | Al-Hilal · 68' Malcom · 85' Al-Dawsari | Stadion Centralny, Namangan Widzów: 10 923 Sędzia: Salman Ahmad Falahi |
|                             |                   |                |                                        |                                                                        |

| 28 listopada 2023 17:00 CET | FC Nassaji Mazandaran · Azadi 14' · Nongtdu 32' (sam.) | 2:0(2:0)Raport | Mumbai City FC | Vatani Stadium, Gha’emszahr Widzów: 375 Sędzia: Hanna Hattab |
|                             |                                                        |                |                |                                                              |

| 4 grudnia 2023 17:00 CET | Al-Hilal · Michael 4' · Al-Dawsari 54' | 2:1(1:0)Raport | FC Nassaji Mazandaran · 77' Ghaed Rahmati | Stadion Króla Fahda, Rijad Widzów: 7 141 Sędzia: Mohanad Qasim Sarray |
|                          |                                        |                |                                           |                                                                       |

| 4 grudnia 2023 17:00 CET | Mumbai City FC · El Khayati 15' | 1:2(1:2)Raport | Navbahor Namangan · 29' Iskanderov · 45+3' Đokić | Shree Shiv Chhatrapati Sports Complex, Pune Widzów: 476 Sędzia: Nazmi Nasaruddin |
|                          |                                 |                |                                                  |                                                                                  |

## Strzelcy

### 5 goli
- Aleksandar Mitrović (Al-Hilal)

### 4 gole
- Mohammad Reza Azadi (FC Nassaji)

### 3 gole
- Oston Urunov (Navbahor)

### 2 gole
- Salem Al-Dawsari (Al-Hilal)
- Michael (Al-Hilal)
- Jamshid Iskanderov (Navbahor)

### 1 gol
- Ali Al-Boleahi (Al-Hilal)
- Mohammed Al-Burayk (Al-Hilal)
- Abdulellah Al-Malki (Al-Hilal)
- Saleh Al-Shehri (Al-Hilal)
- Malcom (Al-Hilal)
- Neymar (Al-Hilal)
- Toma Tabatadze (Navbahor)
- Abdenasser El Khayati (Mumbai City FC)
- Mahmoud Ghaed Rahmati (FC Nassaji)
- Ehsan Hosseini (FC Nassaji)
- Jovan Đokić (Navbahor)
- Sergej Milinković-Savić (Al-Hilal)
- Doniyor Abdumannopov (Navbahor)
- Igor Golban (Navbahor)
- Jasurbek Yaxshiboyev (Navbahor)

### Gole samobójcze
- Halen Nongtdu (Mumbai City FC) - dla FC Nassaji
- Mehrdad Abdi (FC Nassaji) - dla Navbahoru